# Lauren Bush
Pour les articles homonymes, voir Bush.
Pour les autres membres de la famille, voir Famille Bush.
Lauren Bush, née le 25 juin 1984, est un mannequin américain, fille de Neil Bush (en) et Sharon Bush (née Smith), nièce du Président George W. Bush et petite-fille de George H. W. Bush. 

## Biographie
Lauren Bush est née dans le Colorado et a grandi à Houston avec son frère Pierce et sa sœur Ashley.
En 2000, le Bal des Débutantes est l'occasion de la première apparition de Lauren. Ceci a souvent été cité comme une étape décisive du Bal, qui acquiert alors une renommée mondiale,,. Lauren est alors accompagnée du prince Louis de Bourbon, prétendant légitimiste au trône de France.
D'abord mannequin, elle apparaît en couverture des magazines Vogue et Vanity Fair. Elle a également posé pour la marque Tommy Hilfiger. 
Diplômée de l'Université de Princeton, elle est connue pour son action militante contre la faim dans le monde. Fondatrice et directrice des projets Feed, elle dessine en 2007 un sac réversible en toile de jute qu'elle met en vente au profit du Programme alimentaire mondial. 
Elle partage également sa vie depuis 2005 avec David Lauren, le fils de Ralph Lauren. Le 4 septembre 2011, elle épouse David Lauren. Ensemble, ils ont trois fils : James né le 21 novembre 2015, Max né le 19 avril 2018 et Robert né le 10 avril 2021.